# Conta le stelle, se puoi
Conta le stelle se puoi è un romanzo della scrittrice italiana Elena Loewenthal pubblicato nel 2008 e vincitore l'anno seguente del Premio Selezione Campiello.

## Trama
Tra la fine dell'800 e gli inizi del 900, in un piccolo paese del Piemonte alla periferia di Torino, vive nonno Moise. Da ragazzo era stato un giovane uomo con orizzonti molto limitati, ma con la grinta e la determinazione di chi li vuole superare. Partito da Fossano a soli ventitré anni con un carretto di stracci per andare a far fortuna a Torino, Moise darà il via a una florida ditta di commerci nel ramo tessile e creerà con i suoi due matrimoni, il primo con Ines, il secondo con Cesira, una numerosa famiglia, che attraverserà i decenni tra amori, affanni, ricchezze, tribolazioni e grandi cene di Pasqua.

## Edizioni
- Elena Loewenthal, Conta le stelle, se puoi, Torino, Einaudi, 2008.